# Bitwa nad rzeką Topáter
Bitwa nad rzeką Topáter – starcie zbrojne, które miało miejsce 23 marca 1879 w trakcie wojny o Pacyfik.
Dnia 14 lutego 1879 oddział 500 żołnierzy chilijskich pod dowództwem płk. Emilio Sotomayora wpłynął na okręcie wojennym do boliwijskiego portu Antofagasta, zajmując miasto bez walki. Kilkudziesięciu żołnierzy boliwijskich z miejscowego garnizonu wycofało się wówczas do Calamy. W dniu 23 marca, ścigający przeciwnika Chilijczycy, natknęli się w rejonie rzeki Topáter (obecnie Loa) na oddział milicji boliwijskiej pod dowództwem płk. Eduardo Abaroya. Doszło do bitwy, w której oddział boliwijski został rozbity. Poległ m.in. Abaroa. Dzięki temu zwycięstwu Chilijczycy zajęli Calamę.